# Бараби Блус Бенд
Бараби Блус Бенд е българска музикална група, създадена от Марио Събев (Буги Барабата), Милен Кръстев (Вуйчото) и Людмил Стоилов (Льоди) на 24 май 1993 г. Буги е автор на музиката и текста на всички песни, свири на китара и хармоника и пее блус и рок парчета.

## Дискография
- 1993 г. – „Песни от гаража“
- 1995 г. – „Лоши времена“
- 1998 г. – „Срещу вятъра“
- 2000 г. – „18 карата кал“
- 2003 г. – „Без право на обжалване“
- 2013 г. – Бесните кучета на блуса (концертно DVD)
- 2019 г. – „Край на залаганията“

## Състав на групата
Последен състав към 2019 г.
- Буги Барабата, автор на музиката и текстовете, вокал, китара, хармоника,
- Александър Панайотов (Пожара), бас,
- Любен Димитров, барабани.